# Чжан Цзингуан, Иоанн
Иоанн Чжан Цзингуан (кит. 張景光 若望; 1878 — 9 июля 1900, Тайюань) — святой Римско-Католической Церкви, семинарист, мученик.

## Биография
В 1894 году Иоанн Чжан Цзингуан поступил в Духовную семинарию в Тайюане. В 1897 году стал аколитом. Во время Ихэтуаньского восстания 1899—1900 гг. в Китае жестоко преследовались христиане. В связи с этим руководство семинарии, в которой учился Иоанн Чжан Цзингуан, решило закрыть учебное заведение и распустить семинаристов по домам. В семинарии осталось четыре семинариста, среди которых был и Иоанн Чжан Цзингуан. Иоанн Чжан Цзигуан был арестован по приказу губернатора провинции Шаньси вместе с тремя католическими епископами Франциском Фоголлой, Григорием Марией Грасси и Элиасом Факкини. 9 июля 1900 года Иоанн Чжан Цзингуан был казнён с другими 27 верующими.

## Прославление
Иоанн Чжан Цзингуан был беатифицирован 21 ноября 1946 года Римским Папой Пием XII и канонизирован 1 октября 2000 года Римским Папой Иоанном Павлом II вместе с группой 120 китайских мучеников.
День памяти в Католической Церкви — 9 июля.

## Источник
- George G. Christian OP, Augustine Zhao Rong and Companions, Martyrs of China, 2005, стр. 30  (англ.)